# John Aston Jr.
John Aston Jr. (Manchester, 28 juni 1947) is een Engels voormalig professioneel voetballer die onder andere speelde voor Manchester United. Hij is de zoon van wijlen John Aston Sr.

## Carrière
Aston speelde als aanvaller en komt uit de jeugdopleiding van Manchester United. In 1965 maakte hij zijn debuut in de hoofdmacht in een wedstrijd tegen Leicester City. In 1967 won hij met zijn club het landskampioenschap en in 1968 de Europacup I. In de finale tegen Benfica werd hij verkozen tot man van de wedstrijd.
Later in zijn carrière speelde hij nog voor Luton Town, Mansfield Town, Blackburn Rovers.
Nadat hij gestopt was met voetballen, werd hij eigenaar van een dierenwinkel in Stalybridge in de buurt van Manchester.

## Erelijst
- Manchester United
  - Landskampioen: 1967
  - Europacup I: 1967